# Felsőperesény
Felsőperesény (1886-ig Felső-Prsán, szlovákul: Horné Pršany) község Szlovákiában, a Besztercebányai kerületben, a Besztercebányai járásban.

## Fekvése
Besztercebányától 6 km-re délnyugatra fekszik.

## Története
A falu egy a 13. században említett korábbi település helyén keletkezett, 1407-ben „Persen” alakban említik először. 1447-ben „Perssan”, 1467-ben „Prssan”, 1560-ban „Persany” néven szerepel az írott forrásokban.
A 18. század végén Vályi András így ír róla: „PRSÁN. Tót falu Zólyom Vármegyében, földes Urai Rakovszky, és Radvánszky Uraságok, lakosai katolikusok, és másfélék, fekszik Radványnak szomszédságában, mellynek filiája, határja is hozzá hasonlító.”
A 18-19. században lakói a mezőgazdaságon kívül fuvarozással és idénymunkákkal foglalkoztak. 1828-ban 26 házában 178 lakos élt.
Fényes Elek 1851-ben kiadott geográfiai szótárában így ír a faluról: „Prssán, tót falu, Zólyom vgyében, a szkubini partoknak nevezett emelkedett helyen, ut. p. Beszterczebánya: 150 evang., 51 kath. lakossal, kik közt 21 telkes gazda, 17 zsellér, 5 lakó. Urbéri telek 12, s ezenkivül a földesuraságnak, u. m. Rakóvszky családnak és Radvánszky Antalnak is van majorsága. – Homokkal vegyes földe jó mivelés mellett meglehetős termést ad. Határában van egy lőportár.”
A trianoni diktátumig területe Zólyom vármegye Besztercebányai járásához tartozott.

## Népessége
| Év:            | 1994. | 2004.   | 2014.   | 2024.   |
| -------------- | ----- | ------- | ------- | ------- |
| Emberek száma: | 346   | 375     | 383     | 386     |
| Eltérés:       |       | +8,38 % | +2,13 % | +0,78 % |

| Év:            | 2023. | 2024.   |
| -------------- | ----- | ------- |
| Emberek száma: | 384   | 386     |
| Eltérés:       |       | +0,52 % |

1910-ben 271, túlnyomórészt szlovák lakosa volt.
2001-ben 372 lakosából 367 szlovák volt.
2011-ben 374 lakosából 367 szlovák.